# الشعوب الأصلية في البرازيل

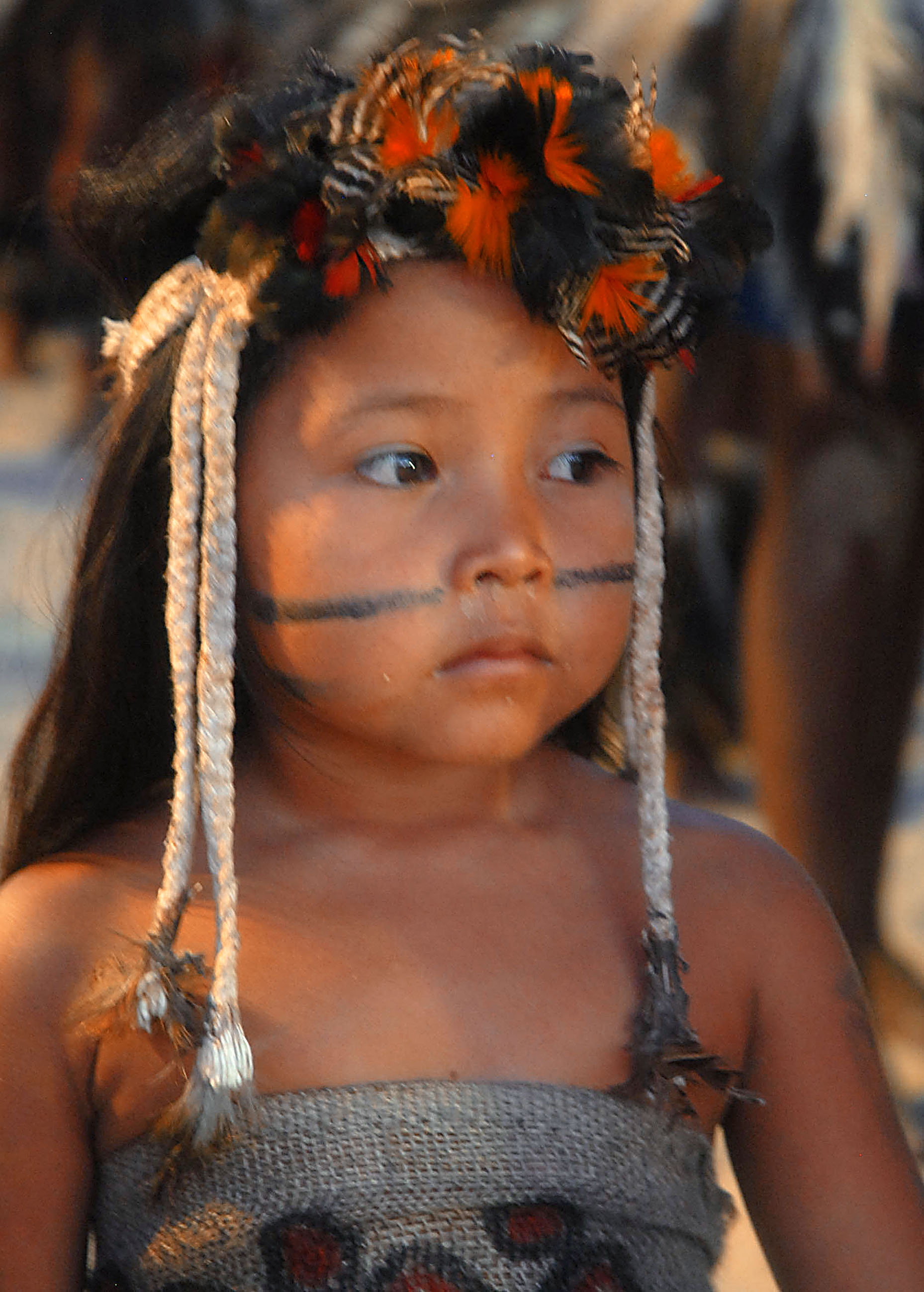
فتاة من السكان الأصليين من قبيلة تيرينا

البرازيليين الأصليين أو الشعوب الأصلية في البرازيل (بالبرتغالية: povos indígenas no Brasil‏)، يتألفون من عدد كبير من المجموعات العرقية مختلفة التي سكنت ما يعرف الآن البرازيل منذ ما قبل الاتصال الأوروبي بالقارة الأمريكية، من قبل كريستوفر كولومبوس، الذي اعتقد أنه وصل إلى جزر الهند الشرقية، كان البرتغاليون، وأبرزهم فاسكو دا جاما، قد وصلوا بالفعل إلى الهند عبر طريق المحيط الهندي عندما وصلوا إلى البرازيل.
ينحدر البرازيلي الأصليين عن الهنود الأصليين، الذين وصلوا من جزر بالاو إلى الأمريكيتين واستقروا منذ فترة طويلة في البرازيل. هناك نظريات أخرى أن مواطني البرازيل وأمازون يأتون من أوقيانوسيا أو إفريقيا عبر البحر أو لديهم أصل بولينيزي يؤكد نظرية الاتصال مع القارة الأمريكية قبل كريستوفر كولومبوس.
في وقت الاتصال الأوروبي، كان بعض السكان الأصليين تقليدياً معظمهم من قبائل شبه بدوية عاشت على صيد الأسماك والزراعة. كما عانى الكثير من القبائل التي كانت موجودة في القرن السادس عشر من الانقراض نتيجة التسوية الأوروبية وتم دمج العديد منهم في السكان البرازيليين.
قُتل السكان الأصليون إلى حد كبير بسبب الأمراض الأوروبية، حيث انخفض عددهم من ما قبل كولومبوس إلى ملايين إلى 300000 (1997)، تم تجميعهم في 200 قبيلة. ومع ذلك، يمكن أن يكون الرقم أعلى بكثير إذا تم حساب السكان الأصليين في المناطق الحضرية في جميع المدن البرازيلية اليوم. وجدت دراسة لغوية مؤرخة إلى حد ما. توجد 188 لغة أصلية حية بـ 155000 متحدث.
في 18 يناير 2007، أفادت المؤسسة الوطنية الهندية (FUNAI) بأنها أكدت وجود 67 قبيلة مختلفة منعزلة في البرازيل، ارتفاعًا من 40 في عام 2005. وبهذه الإضافة، تجاوزت البرازيل الآن غينيا الجديدة باعتبارها البلد الذي يضم أكبر عدد من الشعوب المنعزلة في العالم.

## الجذور
أدت التساؤلات حول أصل استيطان الأمريكيتين إلى ظهور عدد من النماذج الافتراضية. ما تزال أصول هؤلاء السكان الأصليين موضع خلاف بين علماء الآثار.

### الهجرة إلى القارات
تشير الدلائل الأنثروبولوجية والجينية إلى انحدار معظم الهنود الأمريكان من نسل المهاجرين الذين قدموا من شمال آسيا (سيبيريا) والذين دخلوا أمريكا الشمالية عبر مضيق بيرنغ في ثلاث موجات منفصلة على الأقل. وفي البرازيل خاصّة، يُعتقد أن معظم القبائل الأصلية التي عاشت على البر بحلول عام 1500 تنتمي حقيقةً إلى موجة الهجرة الأولى من سيبيريا، والتي يُقال إنها عبرت جسر يابسة بيرنجيا في نهاية العصر الجليدي الأخير، ما بين 13000 و17000 سنة قبل وقتنا الحاضر. ربما استغرقت موجة من المهاجرين بعد دخولها الأولي بعض الوقت للوصول إلى ما يُعرف اليوم بالبرازيل، وربما دخلت حوض نهر الأمازون من الشمال الغربي. (يبدو أن الموجتان المهاجرتان الثانية والثالثة من سيبيريا، والتي يُعتقد أنهما تسببتا في ظهور شعوب الأثاباسكان والأيلوط والإنويت واليوبيك، لم تبلغا أبعد من جنوب الولايات المتحدة وكندا، على التوالي.)
يشير تحليل الحمض النووي للصبغي Y عند الهنود الأمريكان إلى ظهور تجمعات محددة من معظم سكان أمريكا الجنوبية. يُفضي تنوع التكرارات المترادفة القصيرة وانتشار السلالة Y الخاصة بأمريكا الجنوبية إلى حقيقة عزل بعض الجماعات السكانية من الهنود الحمر منذ الاستعمار الأولي للمنطقة.

### الدراسات الجينية
وفقًا لدراسة وراثية جسمية في عام 2012، ينحدر الأمريكيون الأصليون من ثلاث موجات رئيسية على الأقل من المهاجرين القادمين من شرق آسيا. يُقتفى أثر معظم هذه المجموعات إلى مجموعة أسلاف واحدة تسمى «الأمريكيين الأوائل». على أي حال، ينتمي نصف أسلاف أولئك الناطقين بلغات الإنويت في القطب الشمالي إلى موجة المهاجرين الثانية من شرق آسيا. ورث المتحدثون بلغات النا-ديني عِشر أسلافهم من موجة المهاجرين الثالثة. تبع الاستيطان الأولي للأمريكيتين توسعٌ سريعٌ باتجاه الجنوب محاذيًا الساحل، مع حدوث انسياب جينات بصورة طفيفة لاحقًا، خاصةً في أمريكا الجنوبية. يُمثّل المتحدثون باللغات الشيبشانية الاستثناء الوحيد، إذ ينحدر أسلافهم من الأمريكيتين الشمالية والجنوبية.
بيّنت دراسة أخرى متمحورة حول الحمض النووي المتقدري (والذي يُورث فقط من جهة الأم)، انحدار الأسلاف الأموميين للسكان الأصليين في الأمريكيتين من بضع سلالات تأسيسية من شرق آسيا، والتي عبرت مضيق بيرنغ. وفقًا لهذه الدراسة، يُرجّح بقاء أسلاف الأمريكيين الأصليين في منطقة مضيق بيرنغ لفترة زمنية تلتها حركة استيطانية سريعة في الأمريكيتين، ما أدى إلى انتقال السلالات التأسيسية إلى جنوب أمريكا.
دعمت الدراسات اللغوية نظيرتها الجينية، إذ عُثر على نماذج لغوية قديمة مشتركة ظهرت في اللغات المنطوقة في سيبيريا وتلك المستخدمة في الأمريكيتين.
أكدت دراستان جينيان للحمض النووي الجسدي لعام 2015 الأصول السيبيرية للسكان الأصليين في الأمريكيتين. على أي حال، أظهرت مؤشرات قديمة وجود سلف مشترك بين السكان الأصليين في منطقة الأمازون والسكان الأصليين في أستراليا وميلانيزيا، وبذلك تكون الهجرات القادمة من سيبيريا قد حدثت قبل 23000 عام.
وفقًا لدراسة أُجريت عام 2016 وتناولت سلالات الحمض النووي المتقدري: «دخل عدد صغير من السكان الأمريكيتين عبر طريق ساحلي منذ قرابة 16 ألف عام، بعد العزلة السابقة في برينجيا الشرقية لمدة تراوحت بين 2.4 إلى 9 آلاف عام على إثر الانفصال عن سكان سيبيريا الشرقية. بعد حركة سريعة في جميع أنحاء الأمريكيتين، أسفر انسياب جيني محدود في أمريكا الجنوبية عن ظهور ملحوظ لبنية جغرافية عرقية من السكان، حافظت بدورها على وجودها عبر الزمن. تبيّن غياب جميع السلالات المتقدرية القديمة المشمولة ضمن هذه الدراسة عن مجموعات البيانات الحديثة، ما يشير إلى ارتفاع معدل الانقراض. علاوةً على ذلك، طبّقنا اختبارًا ذا مكونات رئيسية جديدة من نموذج الانحدار اللوجستي المتعدد على عمليات محاكاة تسلسلية بايزية متطابقة. دعم التحليل سيناريو تسبب فيه الاستعمار الأوروبي في ضياع كبير لسلالات ما قبل كولومبية».

### البقايا الأثرية
لم يحتفظ السكان الأصليون في البرازيل، خلافًا لسكان أمريكا الوسطى وغرب جبال الأنديز، بسجلات مكتوبة ولم يشيدوا نُصبًا حجرية، ودمر المناخ الرطب والتربة الحمضية جميع أدلة حضارتهم المادية تقريبًا، بما في ذلك الخشب والعظام. وعليه، فإن ما هو معروف عن تاريخ المنطقة قبل عام 1500 قد استُنبط وأُعيد بناؤه من أدلة أثرية صغيرة الحجم، مثل السيراميك ورؤوس السهام الحجرية.
تتمثل أبرز بقايا هذه المجتمعات في أكوام كبيرة جدًا من المحار المتروك (sambaquis) يمكن العثور عليها في بعض المواقع الساحلية التي بقيت مأهولةً لأكثر من 5000 عام؛ بالإضافة إلى ترسبات «التربة السوداء» الكبيرة (تيرا بريتا) في عدة أماكن على طول نهر الأمازون، والتي يُعتقد أنها مقالب قمامة قديمة (middens). كشفت عمليات التنقيب الأخيرة لهذه الرواسب في المسار الأوسط والعلوي للأمازون عن بقايا بعض المستوطنات الضخمة، والتي ضمّت عشرات الآلاف من المنازل، ما يشير إلى وجود هيكل اجتماعي واقتصادي معقد.

### حضارة الماراجوارا
ازدهرت حضارة الماراجوارا في جزيرة ماراجو عند مصب نهر الأمازون. وجد علماء الآثار أعمالًا فخاريةً معقدةً أثناء عمليات الحفر والتنقيب في الجزيرة. تُعدّ هذه القطع كبيرة الحجم، ومرسومةً بشكل متقن ومنقوشةً بأشكال تمثيلية للنباتات والحيوانات. قدّمت هذه القطع أول دليل على وجود مجتمع معقد في ماراجو. تقترح الدلائل المشيرة إلى بناء الهضاب نمو مستوطنات مأهولة بالسكان اتسمت بالتعقيد والتطور في هذه الجزيرة، لأن تنفيذ مشاريع واسعة النطاق مثل أعمال الحفر الكبرى يتطلب وجود مثل هذه المستوطنات.
اختلفت الآراء حول مدى اتساع رقعة حضارة الماراجوارا ومستوى التعقيد وتبادل الموارد فيها. اقترحت بيتي ميغرز أثناء عملها في خمسينيات القرن الماضي على بعض أبحاثها الأولى، أن المجتمع قد هاجر من جبال الأنديز واستقر في الجزيرة. يعتقد العديد من الباحثين أن جبال الأنديز كانت مأهولة بالمهاجرين من أسلاف الهنود القادمين من أمريكا الشمالية الذين ارتحلوا جنوبًا بصورة تدريجية بعد أن امتهنوا الصيد في السهول.
في ثمانينيات من القرن الماضي، قادت عالمة آثار أمريكية أخرى، آنا كورتينيوس روزفلت، أعمال الحفر والمسوحات الجيوفيزيائية في هضبة تيسو دوس بيكوس. وخلصت إلى أن المجتمع الذي بنى هذه الهضاب قد نشأ في الجزيرة نفسها.
من المحتمل أن حضارة الماراجو قبل الكولومبية قد طورت تدرّجًا اجتماعيًا وضمّت تعدادًا سكانيًا يصل إلى 100000 شخص. ربمّا استخدم الأمريكيون الأصليون في غابة الامازون المطرية منهجهم الخاص في التطوير والعمل في تيرا بريتا لجعل الأرض مناسبةً للزراعة واسعة النطاق والضرورية لرعاية الأعداد الكبيرة من السكان والتشكيلات الاجتماعية المعقدة مثل المشيخات.